# Станціонний (Казахстан)
Станціо́нний (каз. Станционный) — селище у складі Кокшетауської міської адміністрації Акмолинської області Казахстану. Адміністративний центр та єдиний населений пункт Станціонної селищної адміністрації.
Населення — 2677 (2021; 2249 у 2009, 2132 у 1999, 2057 у 1989).